# P̆
Cette page contient des caractères spéciaux ou non latins. S’ils s’affichent mal (▯, ?, etc.), consultez la page d’aide Unicode.
P̆ (minuscule : p̆), appelé P brève, est une lettre supplémentaire de l'alphabet latin. utilisée dans l’écriture du laze. Il s’agit de la lettre P diacritée d’une brève. Elle est aussi utilisé en dialectologie ouralienne.

## Utilisation
Le p brève ‹ p̆ › est utilisé en laze, il est parfois remplacé par le p caron ‹ p̌ ›. En l'alphabet phonétique ouralien et dialectologie ouralienne générale, p̆ indiquer un p avec une prononciation faible (depuis au moins 1991).

## Représentations informatiques
Le P brève peut être représenté avec les caractères Unicode suivants :
- décomposé (latin de base, diacritiques) :

| formes    | représentations | chaînes de caractères | points de code | descriptions                                |
| --------- | --------------- | --------------------- | -------------- | ------------------------------------------- |
| capitale  | P̆               | P◌̆                    | U+0050 U+0306  | lettre majuscule latine p diacritique brève |
| minuscule | p̆               | p◌̆                    | U+0070 U+0306  | lettre minuscule latine p diacritique brève |